# Сото Аренас, Мигель Анхель
Миге́ль А́нхель Со́то Аре́нас (исп. Miguel Ángel Soto Arenas; 12 июля 1963 — 27 августа 2009) — мексиканский ботаник, ведущий специалист по систематике орхидных.

## Биография
Родился 12 июля 1963 года в городе Торреон штата Коауила. Начальное и среднее образование получал в родном городе, в 1978 году поступил в Автономный Северо-восточный университет. С детства интересовался растениями, занимался коллекционированием орхидей.
Переехав в Мехико, продолжил обучение в Национальном автономном университете. С 1983 года в течение десяти лет вёл курс биогеографии, в 1987—1988 годах — общей экологии, в 1999 году — систематики, в 2000—2001 годах — ресурсоведения.
С 1991 года Сото Аренас был вице-президентом Латиноамериканской орхидологической комиссии, в 1993 году был избран её президентом. С 1985 года он работал исполнительным редактором журнала Orquídea.
В качестве диссертации лиценциата Сото Аренас готовил монографию орхидных окрестностей Бонампака, оставленную неоконченной. Защитил он другую монографию — рода Lepanthes (1996), написанную в соавторстве с Херардо Саласаром.
В 1994 году Сото Аренас начал подготовку докторской диссертации, в которой рассматривал эволюцию видов Vanilla, под руководством Элены А́льварес-Бу́йльи.
27 августа 2009 года поздно вечером Сото Аренас был убит в своём доме ворвавшимся преступником.

## Некоторые научные работы
- Soto Arenas, M.A. Orquídeas de Bonampak, Chiapas // Orquídea. — 1986. — Vol. 10(1). — P. 113—132.
- Soto Arenas, M.A. El género Elleanthus en México y una nueva especie de Guerrero, Elleanthus teotepecensis // Orquídea. — 1986. — Vol. 10(1). — P. 161—190.
- Soto Arenas, M.A. Una revisión de las especies mexicanas de Trichosalpinx subgen. Trichosalpinx // Orquídea. — 1987. — Vol. 10(2). — P. 247—296.
- Salazar Chávez, G.A. & Soto Arenas, M.A. El género Lepanthes en México. — Asociación Mexicana de Orquideología, A.C. México D.F., 1996. — 231 p.
- Halbinger, F. & Soto Arenas, M.A. Laelias of Mexico. — Herbario AMO. México D.F., 1997. — 160 p.

## Растения, названные именем М. Сото Аренаса
- Sotoa Salazar, 2010
- Acianthera sotoana Solano, 2010
- Comparettia sotoana Pupulin & G.Merino, 2010
- Crossoglossa sotoana Pupulin & Karremans, 2010
- Epidendrum sotoanum Karremans & Hágsater, 2010
- Lepanthes arenasiana Bogarín & Mel.Fernández, 2010
- Lepanthes sotoana Pupulin, Bogarín & C.M.Sm., 2010
- Lepanthes sotoi Archila, 2001
- Masdevallia sotoana H.Medina & Pupulin, 2010
- Mormodes sotoana Salazar, 1992
- Mormolyca sotoana (Carnevali & Gómez-Juárez) M.A.Blanco, 2007
- Myoxanthus sotoanus Pupulin, Bogarín & Mel.Fernández, 2010
- Oncidium sotoanum R.Jiménez & Hágsater, 2010
- Perymenium sotoarenasii Rzed. & Calderón, 2009
- Sobralia sotoana Dressler & Bogarín, 2010
- Stelis sotoarenasii Solano, 2010